# Sharda Ganga
Sharda Ganga (Paramaribo, 1 de abril de 1966) es una directora, escritora de obras de teatro y columnista de Surinam. Es directora de la ONG, Projekta.
Sharda Ganga ha sido impulsora de diversos grupos, tales como: el teatro de la Universidad, La Federación de Drama de Surinam, el  Vrouwencabaret y el teatro Colectivo de Surinam, y el CAST2theater. Ha trabajado sobre obras de Bertolt Brecht, Samuel Beckett, Eugène Ionesco, Wilfred Teixeira en Willy Russell (Shirley Valentine, 1996, interpretada por Helen Kamperveen) y diversos textos que formaron parte del Spiegel van de Surinaamse poëzie (1995) y posteriormente del Siene in Spiegelland (1996). Entre sus obras se cuentan De vrouw droomt (1995) y De bruiloft (1999). Su historia No more stories causó un considerable alboroto en el Caraïbische festival Carifesta IX (2006) en Trinidad y Tobago, al denunciar intentos de censura y  negarse a que su obra fuera adaptada tal como había sugerido el comité organizador.
Ganga fue conductora de una columna radial semanal en idioma flamenco en la radio Vlaamse. Además escribe críticas literarias para la revista De Ware Tijd Literair. Ha escrito ensayos teatrales que fueron publicados en Sranan, cultuur in Suriname (1992), De Vlaamse Gids (1998), Mama Sranan; 200 jaar Surinaamse verhaalkunst (1999) y una contribución en la publicación holandesa Eeuwig El Dorado (1996).
Su película educativa sobre el VIH/sida Wan Lobi Tori: Lesley en Anne (2005) obtuvo dos distinciones: el Caribbean Media Award por ‘mejor historia alternativa sobre el VIH/sida’ y el Platinum Award Television de UNFPA, el fondo de población de las Naciones Unidas.